# زاوية سيدي بوخروبة
زاوية سيدي أحمد بن سليمان بوخروبة أو زاوية أولاد راشد هي إحدى الزوايا في الجزائر الواقعة في بلدية أولاد راشد بدائرة الأخضرية ضمن ولاية البويرة، والتابعة لمنهاج الطريقة الرحمانية في منطقة القبائل وعروش زواوة ضمن الجزائر.

## المؤسس
قدم العالم «سيدي أحمد بن سليمان بوخروبة» خلال سنة 1750م إلى منطقة أولاد راشد أثناء حكم إيالة الجزائر حينما كانت تتبع منطقة البويرة إقليم دار السلطان.
وقد استقر هذا العالم في منطقة جنوب جبال الخشنة وجبل بوزقزة باعتبارها منطقة عبور تسمح له بتربية المقيمين والزائرين على ضوء المرجعية الدينية الجزائرية.
وتقع «زاوية سيدي أحمد بن سليمان بوخروبة» حاليا في مركز بلدية أولاد راشد ضمن دائرة بشلول في ولاية البويرة.
تعود الحقبة التاريخية لهذا المعلم الديني والتربوي إلى فترة الجزائر في عهد الأتراك، حيث قدم سيدي أحمد بوخروبة إلى هذه المنطقة واستقر بها وعمل على ربط علاقات طيبة مع السكان خاصة مع منطقة تملاحت وبالضبط مع سكان قرية إغزر أومزياب.
ودعا بعض سكان المنطقة إلى الهجرة إلى قرية الحمام وثالة أمليحة بسبب توفر الماء في هذه المنطقة.
فعمل سيدي أحمد بن سليمان على نشر القرآن الكريم والتعليم الإسلامي وإمامة الناس والتوعية الدينية.

## ضريح الشيخ
تم دفن «سيدي أحمد بن سليمان بوخروبة» بعد وفاته في داخل زاوية سيدي أحمد بوخروبة نفسها.
وبُني له ضريح به قبة خلال عام 1925م من طرف «أحمد أوعباس» مع «عيسى أو بن عودة».

## المعمار
كانت زاوية الحمامي في عهد مؤسسها الشيخ «عبد القادر الحمامي» مبنية جدرانها بالطوب.
وفي عهد ابنه الشيخ «محمد الحمامي» أجريت عليها بعض الترميمات والتعديلات على النمط الحديث.

## المرافق
تضم زاوية أولاد راشد حاليا عدّة مرافق، أهمّها:
1. مسجد القرآن.
2. مسجد الصلاة.
3. مسجد الدروس.
4. بيوت الطلبة.
5. مخازن الحبوب.
6. مخازن الزيوت.
7. قاعات الإطعام.
8. سكنات لإقامة الزائرين.
9. مسكن شيخ الزاوية.

## عدد الطلبة
كان الطلبة الذين يدرسون في زاوية أولاد راشد يتراوح عددهم ما بين 30 إلى 50 طالبا في عهد المؤسس الشيخ عبد القادر الحمامي.
ولقد كانت الزاوية صرحا شامخا ومنارا يرجع إليه أهل القرية والمنطقة لحل قضاياهم العالقة خصوصا فيما يتعلق بإصلاح ذات البين.

## النضال الاستقلالي الوطني
كانت «زاوية سيدي بوخروبة» في أولاد راشد أحد معاقل الحركة الوطنية الجزائرية داخل منطقة القبائل.
وقد تم توقيف نشاطها مباشرة بعد اندلاع ثورة التحرير الجزائرية حينما تم إغلاق الزاوية من طرف الاحتلال الفرنسي للجزائر الذي دمرها عن آخرها سنة 1956م مباشرة بعد انعقاد مؤتمر الصومام.
فما كان من أغلب الطلبة إلا الالتحاق بصفوف الثورة التحريرية الجزائرية كمجاهدين وقضاة شرعيين.

## شيوخ الزاوية
| رقم | الشيخ                  | البداية | النهاية |
| --- | ---------------------- | ------- | ------- |
| 01  | أحمد بن سليمان بوخروبة | 1750م   | 1780م   |
| 02  | سعيد شارف              | 1945م   | 1949م   |
| 03  | سي محند المقران        | 1949م   | 1951م   |
| 04  | بلقاسم الجيلالي        | 1951م   | 1954م   |
| 05  | أحمد أوعبد الله        | 1962م   | 1967م   |
| 06  | يحى قصاري              | 1967م   | 1975م   |

## إعادة التأهيل
تمت إعادة تهيئة «زاوية سيدي بوخروبة» خلال عام 1991م بفضل صدقات المحسنين وتضامن أهل منطقة بشلول.
وأُدرِج فيها خلال عام 2003م النظام الداخلي لطلبة القرآن الكريم لحوالي 27 طالبا داخليا بالإضافة إلى 25 طالبا خارجيا.

## الموقع
تقع «زاوية سيدي بوخروبة» على بُعد 20 كلم جنوب سد تيلسديت، على بُعد 60 كلم جنوب شرق سد كدية أسردون، وعلى بُعد 16 كلم جنوب الطريق الوطني رقم 5 والطريق السيار غرب-شرق في ولاية البويرة.
وهذا الموقع الرائع قرب جبال الخشنة وجبال جرجرة يجعل منه موقعا استراتيجيا.
تقع «زاوية أولاد راشد» على بعد 16 كلم إلى الجنوب الشرقي من مدينة الجزائر، و87 كلم إلى الجنوب الشرقي من مدينة بومرداس، و61 كلم إلى الجنوب من مدينة تيزي وزو، و29 كلم إلى الجنوب الشرقي من مدينة البويرة.

## أعلام الزاوية
- أحمد بن سليمان بوخروبة.
- سعيد شارف.
- سي محند المقران.
- بلقاسم الجيلالي.
- أحمد أوعبد الله.
- يحى قصاري.
- رابح مشاني.

### مواضيع ذات صلة
- المرجعية الدينية الجزائرية
- وزارة الشؤون الدينية الجزائرية
- الحزب الراتب: الحزاب - الباش حزاب - السلكة - الشيخ - المريد - الورد - الوارد
- الزوايا في الجزائر
- الطريقة الرحمانية
- زاوية سيدي أمحمد بن عبد الرحمن الأزهري
- زاوية سيدي بوسحاقي الزواوي
- زاوية سيدي علي البومرداسي
- زاوية الهامل
- طريقة صوفية
- صوفية
- تاريخ التصوف
- ولاية البويرة
- دائرة بشلول
- بلدية أولاد راشد
- سد كدية أسردون
- سد تيلسديت[الفرنسية]

### فايسبوك
- زاوية سيدي بوخروبة  على فيسبوك.

### فيديوهات
- سكان أولاد راشد يحيون المولد النبوي الشريف بـ"الوزيعة" على يوتيوب
- الثروات المنجمية في بلدية أولاد راشد من الفوسفات والكبريت والجبس والنحاس على يوتيوب
- تعريف بزاوية الهامل على يوتيوب
- تعريف بسيدي أمحمد بن عبد الرحمن الأزهري الزواوي على يوتيوب

### وصلات خارجية
- الموقع الرسمي لوزارة الشؤون الدينية والأوقاف الجزائرية